# Алуаш, Халед
Халед Алуаш (фр. Khaled Alouach; род. 1999, Париж, Франция) — французский актёр.

## Биография
Халед Алуаш родился в 1999 году и вырос в 15-м округе Парижа. Учился в лицее Виктор-Дюри (фр. Lycée Victor-Duruy). С ранних лет интересовался театром и кино. В лицее Халед поступил в театр, где очень быстро преподавателями был открыт его талант.
В 2017 году Халед Алуаш дебютировал в кино как актёр, снявшись на приглашение режиссёра Чада Шонуга в его фильме «изо всех моих сил», где его партнёршей по съемочной площадке выступила Иоланда Моро. За главную роль Нассимом в этом фильме Халед был номинирован на получение кинопремии «Люмьер» за 2017 год в категории «Многообещающий актёр».